# Bring It On (album van Goose)
Bring It On is het debuutalbum van de Belgische electro-band Goose. Het album verscheen op 11 september 2006. Bring It On bevat de nummers van de singles Black Gloves, Low Mode, British Mode en Bring It On.
Er is een editie met bonus-cd.

## Nummers
1. Black Gloves - 2:34
2. British Mode - 3:57
3. Girl - 3:20
4. Bring It On - 4:01
5. Slow Down - 3:43
6. Check - 1:36
7. Modern Vision - 4:39
8. 3T4 - 2:53
9. Low Mode - 3:18
10. Everybody - 2:25
11. Safari Beach - 2:19

Bonus-cd
1. Black Gloves (met Marcus Graap) - 2:38
2. British Mode (Jester-remix) - 6:13
3. Bring It On (Tronik Youth-edit) - 6:36
4. Everybody (dub) - 6:35
5. Masters On Top - 2:41